# Skûtsje

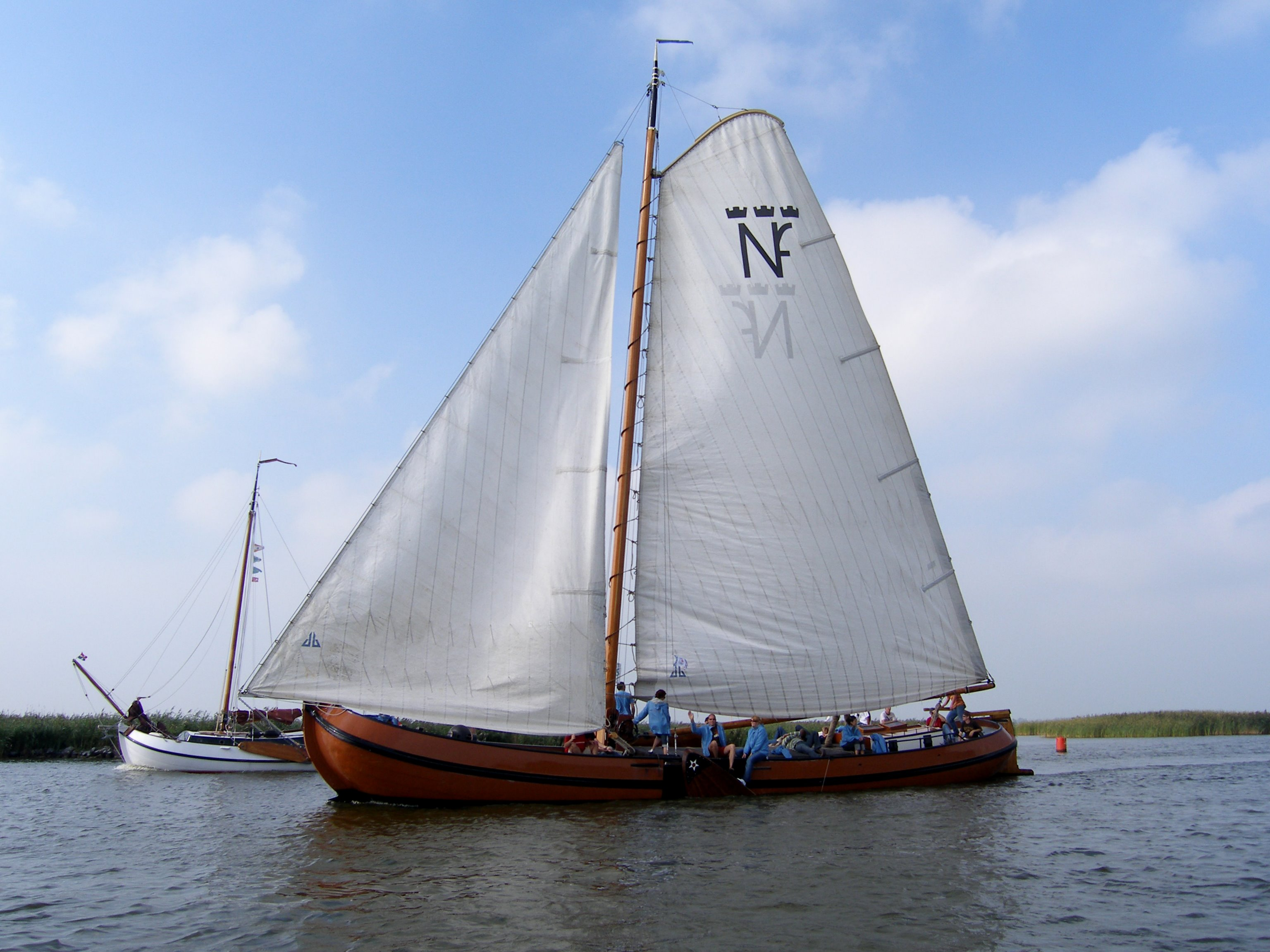
Um skûtsje na Frísia

Um skûtsje (pronuncia-se skootshuh) é um tipo de barco a vela típico da Frísia, originalmente um cargueiro comum, atualmente um navio apreciado e tido como um dos ícones da Frísia. Skûtsjes foram construídos do século XVIII até cerca de 1930 e têm de 12 a 20 metros de comprimento e 3.5 m de largura, chegando ao máximo de 4 m (baseado nas dimensões-padrão das pontes e canais frísios).
Nas décadas de 1920 e 1930 muitos skûtsjes tiveram seus motores ajustados e, depois da Segunda Guerra Mundial, até mesmo as velas foram frequentemente removidas. No entanto, barcos muito maiores e poderosos assumiram o transporte marítimo na área e vários skûtsjes foram reconstruídos, transformados em habitações ao mar ou luxuosos iates. Com o passar do tempo mais e mais desses barcos foram restaurados ao estado original.
Existe um evento anual de veleiros na Frísia chamado Skûtsjesilen. Essa competição já era disputada no início do século XIX, mas desde 1945 elas são reguladas por um comitê, o SKS. Na Skûtsjesilen, cada skûtsje representa uma cidade ou povoado. Em 1981, outra organização, a IFKS, também começou a organizar corridas.
O museu Skûtsjemuseum de Eernewoude iniciou a construção de um novo skûtsje, feito de madeira, como antigamente, que está em fase de construção.
Uma competição de skûtsjes que acontece anualmente na Frísia, chamada Grutte Pier Arrangement, tem seu nome dedicado ao herói frísio Pier Gerlofs Donia.